# Amnioserosa
La amnioserosa se trata de un epitelio de aproximadamente unas 200 células de la línea media dorsal del blastodermo del embrión. Este epitelio es requerido para la propia extensión de la banda germinal y el cierre dorsal.
Como en la gastrulación y en la extensión de la banda germinal ocurre, las células de la amnioserosa se diferencian hacia células con una morfología plana, en concreto la evidencia se da durante la retracción de la banda germinal, conectando las mitades dorsales y ventrales de los segmentos de la banda germinal.
Durante el cierre dorsal, las dos láminas epidérmicas laterales se mueven dorsalmente para cubrir la amnioserosa y por último fusionarse con la línea media dorsal. Las células de la amnioserosa son sin embargo internalizadas, llegando incluso a encontrarse centralmente con los cardioblastos. Cuando el cierre dorsal ha concluido completamente, las células de la amnioserosa presentan forma de columna. La amnioserosa es denominada como epitelio extraembrionario, porque no contribuye en la formación de ninguno de los tejidos del embrión. Al contrario que todos los demás tejidos embrionarios, las células de la amnioserosa no sufren muchas divisiones celulares como sería lo esperado desde el estado de blastodermo.